# Spedizione di Dhat al-Riqa
La spedizione di Dhat al-Riqa ebbe luogo nel luglio del 625 d.C. (o nell'aprile del 626, Muharram AH 5 del calendario islamico secondo al-Waqidi), oppure dopo la battaglia di Khaybar nel 628 d.C., ovvero nell'anno 7 dopo l'Egira del calendario islamico. Due versetti del Corano, sura V:11 e sura IV:101, sono collegati a questo evento.

## Battaglia
Maometto venne a sapere che alcune tribù dei Banu Ghatafan si stavano radunando a Dhat al-Riqa.
Partì verso il Najd al comando di 400-700 uomini dopo aver incaricato Abu Dharr di gestire Medina durante la sua assenza. In un'altra versione, questo onore è attribuito a Uthman ibn Affan. I combattenti musulmani si addentrarono profondamente nel loro territorio fino a raggiungere Nakhlah, dove incontrarono beduini dei Ghatfan.
Questa spedizione è chiamata la spedizione di Dhat al-Riqa (il mosaico di montagne). Muhammad condusse un attacco a sorpresa per disperderli. I Ghatfan fuggirono sulle montagne, abbandonando le loro donne. Non ci furono combattimenti, ma Muhammad attaccò le loro abitazioni e catturò le loro donne. Altre fonti riportano che Muhammad firmò un trattato con la tribù.
Giunto il momento della preghiera, i musulmani temevano che gli uomini Ghatfan potessero scendere dal loro nascondiglio in montagna e attaccarli mentre pregavano. Per ovviare a questa preoccupazione, Muhammad introdusse la "preghiera del pericolo". In questo sistema, gruppi di fedeli si alternano a fare da guardia mentre l'altra parte prega. Secondo fonti musulmane, Dio rivelò i versetti 4:101 riguardanti l'accorciamento della preghiera:
(Corano, sura IV, 101)

## Fonti islamiche
Si ritiene che in occasione di questa spedizione siano stati rivelati due versetti del Corano: il 4:101, riguardante l'accorciamento della preghiera durante i viaggi, e il 5:11, riguardante un uomo inviato per uccidere o minacciare Maometto . Quest'ultimo recita: